# レドニッツ川
レドニッツ川（レドニッツがわ、Rednitz）は、ドイツ、バイエルン州のフランケン地方を流れる川で、レグニッツ川の左岸側、すなわち南側の源流である。

## 流域
この川は、海抜342mのロート郡ゲオルゲンスグミュントでフレンキシェ・レーツァト川とシュヴェービシェ・レーツァト川とが合流して形成される。
レドニッツ川はここから北に向かい、ロート、ビューヒェンバッハ、レドニッツヘムバッハ、シュヴァーバッハ、シュタイン、ニュルンベルク、オーバーシュバッハ、ツィルンドルフを経てフュルトに至り、その旧市街の北西部で東から流れてくるペグニッツ川と合流し、レグニッツ川となる。

## 水門・堰
- ニュルンベルク近郊シュタインのファーバーカステル社工場横の堰と水門
- ニュルンベルクの西部地域にある大きな発電所横の堰と水門
- フュルトの西部地域にあるシュタットハレの下流にある堰と水門

## 支流
レドニッツ川の支流は以下の通り。（　）内は、スペルと合流点：
- ロート川（Roth、ロート）
- アウラハ川（Aurach、ロート）
- フィンスターバッハ川（Finsterbach、ビュッヘェンバッハ）
- ヘムバッハ川（Hembach、レドニッツエムバッハ）
- ビーベルト川（Bibert、ツィルンドルフ／オーバーアシュバッハ）
- クロイツバッハ川（Kreuzbach、オーバーアシュバッハ）
- シュヴァーバッハ川（Schwabach、シュヴァーバッハ）
- マイン＝ドナウ運河から分岐したレーテンバッハ水路（Röthenbacher Landgraben、シュタイン）
- シュヴァルツァハ川（Schwarzach、シュヴァーバッハ）

## 町
レドニッツ川は以下の町を通って流れる。
- ゲオルゲンスグミュント（Georgensgmünd）
- ロート（Roth）
- ビューヒェンバッハ（Büchenbach）
- レドニッツヘムバッハ（Rednitzhembach）
- ペンツェンドルフ（Penzendorf）（シュヴァーバッハの一市区）
- シュヴァーバッハ（Schwabach）
- シュタイン（Stein）
- ニュルンベルク（Nürnberg）
- オーバーアスバッハ（Oberasbach）
- ツィルンドルフ（Zirndorf）
- フュルト（Fürth）

## 水質
水質は、この数十年間で改善された。1976年の分類ではクラスIIとIIIとの間（重大な負荷）あるいはクラスIII（ひどく汚染されている）であったが、『上部レグニッツ水質浄化作業グループ』の貢献で、2001年のロート南部では、依然「重大な負荷」であったが、その北部ではクラスII（あまり重くない負荷）にまで改善された。

## 経済的意義
シュヴァーバッハでは中世から19世紀の終わりまで、多くの木製の水車が稼働しており、隣接する土地の灌漑に利用されていた。（レグニッツ川参照）
今日では、レドニッツ川の水は、ニュルンベルク発電所の冷却塔の水として利用されている。